# Maria Patzer
Maria Wanda Patzer z domu Voellnagel (ur. 25 sierpnia 1911 w Warszawie, zm. 17 listopada 2000 w Warszawie) – nauczycielka, pedagog oraz działaczka społeczna.

## Życiorys

### Wczesne lata oraz okres okupacji
Maria Wanda Patzer ukończyła Żeńskie Gimnazjum im. Cecylii Plater-Zyberkówny w 1930 w Warszawie. Rok później ukończyła z dyplomem roczny kurs na nauczyciela szkół powszechnych. Po zakończeniu bezpłatnej praktyki w Szkole Powszechnej im. Cecylii Plater-Zyberkówny rozpoczęła pracę w 1933. W latach 1935-1937 pracowała w Szkole Powszechnej przy Gimnazjum im. A. Wereckiej. Po dwóch latach pracy wyszła za mąż i odtąd pracowała społecznie w świetlicach, a w czasach okupacji działała w Kole Pań opiekującym się młodzieżą pozbawioną opieki i środków do życia, przebywającą w internatach prowadzonych przez RGO. Przechowywała u siebie zrzuconego z Anglii pułkownika Kazimierza Iranka-Osmeckiego ("Makary", "Heller"), szefa II Oddziału Komendy Głównej AK. Po upadku Powstania Warszawskiego trafiła wraz z całą rodziną do obozu Durchgangslager 121 w Pruszkowie. Po wydostaniu się z obozu przebywała w Woli Krzysztoporskiej pod Piotrkowem Trybunalskim. Od stycznia 1945 rodzina Patzerów zamieszkała w Konstancinie pod Warszawą. Tam Maria Patzer prowadziła prywatny komplet – na poziomie I i II klasy szkoły podstawowej.

### Praca po wojnie
We wrześniu 1947 powróciła do Warszawy i w roku szkolnym 1947/48 pracowała w organizującej się Szkole Podstawowej nr 12. Z powodu problemów zdrowotnych zmuszona była wycofać się z pracy w szkole. Od 1948 zajęła się projektowaniem gier dydaktycznych dla Spółdzielni Przemysłu Artystycznego "Światowid". Współpracowała z redakcjami pism dziecięcych: "Płomyczek" i "Świerszczyk", dla których tworzyła gry, konkursy, zagadki i krzyżówki dla najmłodszych. Dla tych pism Maria Patzerowa opracowała wiele projektów robótek ręcznych, które zostały wydane w książce „Zrobimy sami” (Instytut Wydawniczy Nasza Księgarnia, Warszawa 1961). Od 1950 do 1961 pracowała społecznie w komitetach rodzicielskich na stanowisku przewodniczącej sekcji wychowawczo-naukowej oraz przewodniczącej komitetu. Brała też czynny udział w pracach Uniwersytetu dla Rodziców. W latach 1962-1964 pracowała w Szkole Podstawowej nr 120. Po ukończeniu Studium Nauczycielskiego filologii polskiej w 1964 i zdaniu egzaminu kwalifikacyjnego (równoważny wyższym studiom zawodowym) rozpoczęła pracę w Szkole Podstawowej nr 12, w której pracowała do 1978. Zorganizowała w niej tzw. mały samorząd, który prowadziła przez wiele lat, stosując wiele nowych, ciekawych form pracy, np. wystawy prac dzieci, konkursy: na "Warszawiankę roku" szkoły nr 12 oraz "Historia naszej dzielnicy od września 1939 r. do chwili obecnej". Prowadziła w niej również zespół nauczycielski kl. I-IV. W tym czasie ukończyła wiele kursów, np. w 1970 dla nauczycieli nowatorów, reedukatorów w zakresie dysleksji i dysgrafii, w 1974 kurs przygotowujący do realizacji nowego programu matematyki w kl. I-IV. Swoje doświadczenie Maria Patzerowa przekazywała innym nauczycielom w formie odczytów czy publikacji.

### Osiągnięcia
Dwukrotnie w 1967 i 1968 otrzymała wyróżnienie z rąk kuratora okręgu szkolnego m.st. Warszawy. Brała udział w eksperymencie wychowawczym prowadzonym przez prof. Antoninę Gurycką z Wydziału Pedagogicznego Uniwersytetu Warszawskiego. Przygotowywała konspekty oraz prowadziła grupy studentów. W latach 1968-1971 prowadziła samodzielnie eksperyment w kl. I – Przyspieszona metoda nauczania pisania i czytania w oparciu o wyrabianie słuchu fonematycznego, a w 1970 roku otrzymała wyróżnienie za publikację Intensyfikacja nauczania w kl. II. Rok później, za wybitne osiągnięcia w pracy dydaktycznej i wychowawczej, przyznana jej została Nagroda Ministra Oświaty i Wychowania (II stopnia). W listopadzie tego samego roku, przewodniczący prezydium Dzielnicowej Rady Narodowej Warszawa-Śródmieście przyznał Marii Patzerowej dyplom uznania za osiągnięcia w twórczej pracy pedagogicznej w zakresie organizacji procesu dydaktyczno-wychowawczego z dziećmi klas I-IV. W 1973 ukazał się poradnik dla nauczycieli jej autorstwa pt. "Lektura uczy, bawi, wychowuje" (Państwowe Zakłady Wydawnictw Szkolnych, Warszawa, 1973). W 1975 otrzymała III nagrodę w grupie odczytów Nauczanie Początkowe za odczyt pedagogiczny pt. „Refleksje na temat aktywności społecznej”, który miał miejsce podczas XVI Krajowego Zjazdu Autorów Odczytów Pedagogicznych w Kaliszu. W 1976 za swoją wieloletnią pracę pedagogiczną odznaczona została Medalem Komisji Edukacji Narodowej, natomiast dwa lata później Złotym Krzyżem Zasługi. W 1978 otrzymała dyplom ukończenia studium nauczania początkowego matematyki zorganizowanego w latach 1975-1977 dla nauczycieli klas początkowych szkoły podstawowej przez Nauczycielski Uniwersytet Radiowo-Telewizyjny. W tym samym roku przeszła na emeryturę. Będąc już na emeryturze, przez 2 lata prowadziła reedukację.
W latach 90. Maria Patzerowa wydała dwa podręczniki: „Czytam, piszę i rysuję: nowe ćwiczenia dla klasy I” (Wydawnictwa Szkolne i Pedagogiczne, Warszawa, 1992) oraz „Czytam, piszę i rysuję: podręcznik do reedukacji dla klas I–II (Wydawnictwa Szkolne i Pedagogiczne, Warszawa, 1995).
Maria Patzer zmarła 17 listopada 2000 roku, została pochowana na cmentarzu ewangelicko-augsburskim w Warszawie (aleja 23, grób 10).

## Publikacje
- „Zrobimy sami”, wyd. Nasza Księgarnia, Warszawa 1961[2];
- „Lektura uczy, bawi, wychowuje: poradnik dla nauczycieli kl. I-IV szkoły podstawowej”, Państwowe Zakłady Wydawnictw Szkolnych, Warszawa 1973[2]
- „Czytam, piszę i rysuję: nowe ćwiczenia dla klasy 1”, wyd. Wydawnictwa Szkolne i Pedagogiczne, Warszawa 1992[2];
- „Czytam, piszę i rysuję: podręcznik do reedukacji dla klas I-II”, wyd. Wydawnictwa Szkolne i Pedagogiczne, Warszawa 1995;